# بورکا ملدیو
بورکا ملدیو یا بوراکی رانی، همسر ملکهٔ مالدیو بود. او همسرش کالو محمد را به عنوان پادشاه تاج‌گذاری کرد. او خود عنوان رانی را به جای رهن‌دی یا سلطانه که معمولاً برای زنان پادشاه به کار می‌رفت، اختیار کرد تا نشان دهد که او همسر پادشاه است و نه یک فرمانروا.

## زندگی‌نامه
بوراکی خواهر علی پنجم بود. او در کودکی به مهارت در هنرهای رزمی دست یافت و از برادر و خواهر کوچک‌ترش در این زمینه برتر بود و انتظار می‌رفت که جانشین پدربزرگش، سلطان سیری باوانا سوجا شود. با این حال، برادر کوچکترش دومبولا فری‌نا کیلیجه در سال ۱۵۱۳ تحت نام سیری آناندا سلطان علی پنجم به سلطنت رسید.

### تبعید
پسر عمه او، رادببا ماگو کالو محمد مانی‌کوفانی (کالو محمد معروف به سلطان محمد سیاه)، خواهان ازدواج با او بود. او پسر عمه‌اش، خواهر کوچکتر سلطان ابوبکر بود. مادرش با این ازدواج مخالف بود و او را به جزیره وادهو در آتول هوادو تبعید کرد. هنگامی که او قرار بود برود، علی پنجم به خواهرش بوراکی اجازه داد که او را در تبعید همراهی کند، در حالی که خدمتکار کودکی‌شان، کالو ابراهیم از جزیره گافارو، پسرخواندهٔ هولودلی دون یوسف، شمشیردار سلطان نیز همراهشان بود.

### ملکه
آتول هوادو، بوراکی و کالو ابراهیم به گوا رفتند، جایی که قول دادند اگر پرتغالی‌ها به او در سرنگونی برادرش کمک کنند، بخشی از درآمدهای مالدیو را به آن‌ها بدهند. طبق افسانه‌ها، او برای شکست دادن برادرش در بازگشت، در هنرهای رزمی آموزش دید. سپس یک کشتی جنگی پرتغالی بوراکی را به جزیره گافارو هدایت کرد. از آنجا، او کالو ابراهیم را به ماله فرستاد تا برادرش را ترور کند. با کمک ناپدری‌اش، کالو ابراهیم موفق شد سلطان را متقاعد کند که از قصر خارج شود و پس از آن به او حمله شد، همسترینگ او زده شد و او را رها کردند تا بمیرد. افسانه‌ها ادعا می‌کنند که بوراکی خود در شب به ماله بازگشت و با برادرش در میدان قصر دوئلی چندساعته داشت و او را کشت. در هر حال، پس از مرگ برادرش، بوراکی قدرت را به دست گرفت. با این حال، او خود بر تخت سلطنت ننشست. در عوض، کالو محمد را از تبعید فراخواند، با او ازدواج کرد و او را بر تخت نشاند. او عنوان رانی (همسر ملکه) را به جای رهن‌دی یا سلطانه که معمولاً برای زنان فرمانروا استفاده می‌شد، اختیار کرد.
بر اساس نسخه‌ای دیگر از این داستان، پس از تاج‌گذاری برادرش، او از مالدیو گریخت و به سلطنت آچه در جزیرهٔ سوماترا سفر کرد. در آنجا تحصیلات خود را تکمیل کرد و مهارت‌های رزمی خود را کامل کرد و سپس به خانه بازگشت تا برادرش را سرنگون کند. ناوگان او در نیمه‌شب وارد بندر ماله شد. بوراکی در میدان داخل مجموعهٔ قصر سلطنتی چند ساعت قبل از طلوع آفتاب با برادرش دوئل کرد و او را کشت و بر تخت سلطنت نشست تا با همسرش، سلطان محمد سیاه (پادشاه سیری دهامارو باوانا)، به‌طور مشترک حکومت کند. همچنین گفته شده که این سومین بار بود که او به تخت سلطنت می‌رسید.
بوراکی رانی و همسرش، پادشاه سیری دهامارو باوانا، از ۱۵۱۳ تا ۱۵۲۹ به‌طور مشترک حکومت کردند. ازدواج آن‌ها خوشایند نبود و در نهایت، همسرش او را به آتول تیله‌دوماتی تبعید کرد و با شیرازی فاطوما ازدواج کرد که مادر حسن هشتم شد و او در سال ۱۵۲۹ به تخت سلطنت نشست.